# Léon Epin
Léon Epin, född 30 oktober 1858, död 3 juli 1928, var en fransk bågskytt. Han deltog vid olympiska sommarspelen 1920.